# Yasuharu Sorimachi
Yasuharu Sorimachi (Prefectura de Saitama, Japó, 8 de març de 1964) és un exfutbolista japonès.

## Selecció japonesa
Yasuharu Sorimachi va disputar 4 partits amb la selecció japonesa.